# よるステ!
『よるステ！』は、2023年3月30日（29日深夜）から2024年9月26日（25日深夜）まで文化放送にて放送されたラジオ番組である。

## 概要
文化放送超!A&G+にて2018年10月から2023年3月まで配信された『あさステ!』の後継番組。パーソナリティ、スタッフ、一部企画も引き継いだ形で『よるステ!』にタイトルを変え、地上波放送に移行した。
また放送後は公式ニコニコチャンネルにて、映像付きのアーカイブ配信、おまけ映像の配信が行われた。
放送開始当初は東海ラジオでも同時ネットで放送されていたが、2024年3月28日（27日深夜）の放送をもって同局でのネットは終了した。なお、その日の放送では東海ラジオでのネット終了の告知はされなかった。
2024年7月11日（10日深夜）の放送のエンディングで2024年9月26日（25日深夜）をもって放送終了する事が発表された。

## コーナー
- 全パーソナリティ共通企画「おびステ!」

有澤樟太郎
- これって有澤?それとも無し澤?
- 有澤君、おススメです！
- これ、あるあるですよね？
- 僕の悩み聞いてくれませんか…！？

矢崎広
- おはようございます。じゃ、語ります
- ぴろしリスナーのサブカルチャーニュース・ウェンズデー
- 矢崎広　修学旅行の夜
- ふつおた募集！

染谷俊之
- 普通のお便り
- 連続ラジオ小説
- 今月のお誕生日さん

赤澤遼太郎
- 赤澤は負け知らず/負けず嫌い
- サブカル部屋
- あのキャラが言いそうなセリフ選手権
- ふつおた募集！